# أمبيرية
الأمبيرية (Amperometry) في الكيمياء والكيمياء الحيوية هي عملية قياس الأيونات في محلول اعتماداً على طرق كيميائية كهربائية عن طريق تيار كهربائي أو حدوث تغيرات في التيار الكهربائي.
في المعايرة الأمبيرية يستدل بمرور التيار الكهربائي الناشئ بطرق كيميائية كهربائية على تمام العملية.
تستخدم الأمبيرية في مجال الفيزيولوجيا الكهربية لدراسة الحويصلات المشبكية. من التطبيقات الحيوية أيضاً استخدام وسائل كشف أمبيرية نبضية (pulsed amperometric detection (PAD من أجل تحديد مجموعات كيميائية نشيطة مثل الأمينات والمركبات الحاوية على مجموعات كبريت مختزلة.

## اقرأ أيضاً
- كيمياء كهربائية